# Ak Kojunlu
Ak Kojunlu (albo Ak-Kojunlu, Akkojunlu, Ak Kojunłu) – po turecku znaczy dosłownie: „Biała Owca”. Federacja mongolskich i tureckich plemion, zamieszkująca Mezopotamię, Azerbejdżan, Kaukaz i część Persji w latach 1378–1508. Wygrała walkę o dominację z plemionami Kara Kojunlu w 1469. W roku 1508 tereny ich państwa zostały podzielone pomiędzy Imperium Osmańskie a Safawidów. Akkojunlu odegrał ważną rolę w tworzeniu narodu azerbejdżańskiego, a także przyczynił się do powstania państwa azerbejdżańskiego.

## Władcy
- Baha’ al-Din Qara Yülük ‘Uthman ibn Fakhr al-Din Qutlu 1378–1436
- Nur al-Din Hamza ibn Qara Yülük 1436–1445
- Nur al-Din ‘Ali ibn Qara Yülük 1436–1438
- M‘uizz al-Din Jihangir ibn ‘Ali ibn Qara Yülük 1444–1454
- Uzun Hasan ibn ‘Ali 1454–1479
- Khalil ibn Uzun Hasan 1479–1480
- Y‘aqub ibn Uzun Hasan 1480–1491
- Baisonqur ibn Y‘aqub 1491–1492
- Rustam ibn Maqsud 1492–1497
- Ahmad Gövde ibn Muhammad 1497–1498
- Murad ibn Ya‘qub 1498–1500
- Alwand ibn Yusuf 1500–1501
- Muhammad Mirza ibn Yusuf 1500–1502
- Murad ibn Ya‘qub 1502–1508